# Vjatsjeslav Sjevtsjoek
Vjatsjeslav Anatolijovitsj Sjevtsjoek (Oekraïens: В'ячеслав Анатолійович Шевчу́к; Loetsk, 13 mei 1979) is een Oekraïens voormalig voetballer die doorgaans als linksback speelde. Zijn laatste club was Sjachtar Donetsk, waarvoor hij speelde tussen 2005 en 2016. Sjevtsjoek maakte in 2003 zijn debuut in het Oekraïens voetbalelftal en tot zijn voetbalpensioen in 2016 kwam hij tot zesenvijftig optredens.

## Clubcarrière
Sjevtsjoek werd stroomde in 1996 door uit de jeugd van Podillya Chmelnytskyi, maar verkaste in 1997 naar Metaloerh Zaporizja. Avonturen bij Sjachtar Donetsk en Metaloerh Donetsk liepen op niets uit, maar bij Sjinnik Jaroslavl kwam de verdediger tot bloei. In twee jaar tijd speelde hij vijftig wedstrijden. Sjevtsjoek vertrok daarop in 2004 naar Dnipro Dnipropetrovsk. Nadat hij voor die club elf duels in actie kwam, werd hij een jaar later teruggehaald door Sjachtar Donetsk. In eerste instantie was hij daar vooral een back-up voor Răzvan Raț, maar na verloop van tijd kreeg hij steeds vaker een plaats in de basisopstelling. In december 2016 verliep zijn verbintenis bij Sjachtar en hierop besloot hij op zevenendertigjarige leeftijd zijn schoenen aan de wilgen te hangen.

## Interlandcarrière
Sjevtsjoek maakte zijn debuut in het Oekraïens voetbalelftal op 30 april 2004, toen er in Kopenhagen met 1–0 werd verloren van Denemarken. De middenvelder begon op de bank en mocht pas in de tweede helft invallen voor Andrij Sjevtsjenko. Zijn eerste basisplaats volgde op 11 juni 2003 tijdens een duel met Griekenland (1–0 nederlaag). Sjevtsjoek werd opgenomen in de selectie voor het EK van 2012, waar hij met Oekraïne in de groepsfase werd uitgeschakeld. Op 19 mei 2016 werd hij opgenomen in de Oekraïense selectie voor het Europees kampioenschap voetbal 2016 in Frankrijk. Oekraïne werd in de groepsfase uitgeschakeld na nederlagen tegen Duitsland (0–2), Noord-Ierland (0–2) en Polen (0–1). De wedstrijd tegen Noord-Ierland betekende de laatste van Sjevtsjoek als international.